# Nowe Dawydkowo
Nowe Dawydkowo (ukrainisch Нове Давидково; ruthenisch Новоє Давидково; russisch Новое Давыдково Nowoje Dawydkowo, slowakisch Nové Davidkovo, ungarisch Újdávidháza) ist ein Dorf im Westen der ukrainischen Oblast Transkarpatien mit etwa 3700 Einwohnern (2025).
Das in historischen Quellen in der ersten Hälfte des 15. Jahrhunderts erstmals schriftlich erwähnte Dorf liegt am Ufer der Latorica 10 km westlich von Mukatschewo. Südlich der Ortschaft verläuft die Territorialstraße T–07–10.
Am 12. Juni 2020 wurde das Dorf ein Teil neu gegründeten Stadtgemeinde Mukatschewo im Rajon Mukatschewo; bis dahin bildete es die Landratsgemeinde Nowe Dawydkowo (Новодавидківська сільська рада/Nowodawydkiwska silska rada).